# Нова критика
Новата критика или Новото литературознание (на английски: New Criticism) е доминиращото движение в английската и американската литературна критика от средата на 20 век, започвайки през 20-те и завършвайки през 60-те. Нейните пропоненти наблягат на „затвореното четене“ и на вниманието върху текстовете сами по себе си, както и на отричането на критиката, основана на извънтекстови източници, като например биографията на писателя.
Новата критика получава името си от книгата на Джон Рансъм Новата критика (1941). Новата критика третира литературната творба като съдържаща-се-в-себе-си. Те не взимат под внимание възприемането на творбата от читателя, авторовата интенция или историческите и културни контексти.
За Новата критика структурата на творбата и нейното значение не са изолирани, а се изследват в цялост.
Новата критика се съсредоточава върху литературните средства в творбата и понякога бива наричана обективен подход в литературата.
Според много от литературните изследователи, принадлежащи на Новата критика, значенията в литературния текст са много и едновременни. За Айвър Ричардс твърдението, че дадена творба има „едно и само едно истинско значение“, е акт на суеверие (Философия на риториката, The Philosophy of Rhetoric, 39).

## По-значими текстове
- есетата на Томас Стърнз Елиът „Традиция и индивидуален талант“ и „Хамлет и неговите проблеми“
- есетата на Джон Рансъм „Литературознание, Inc“ и „Онтологичният критик“
- есето на Алън Тейт „Мис Емили и библиографът“
- есетата на Уилям Уимзът и Монро Бърдсли „The Intentional Fallacy“ и „The Affective Fallacy“
- книгата на Клинт Брукс The Well Wrought Urn: Studies in the Structure of Poetry
- есето на Робърт Пен Уорън „Чиста и нечиста поезия“
- книгата на Рене Уелек и Робърт Пен Уорън Теория на литературата

## Критика
Обичайното оплакване по отношение на Новата критика е отхвърлянето на идеята за текста като автономен, „хулителите“ тук реагират срещу анти-историцизма, обвинявайки Новата критика в разделяне (букв. развод) на литературата от историята, нейното място в исторята, с настояването, че текстът е автономен. В този дух Тери Игълтън казва, че вниманието на Новата критика е отнесено „към „думите напечатани на страницата“, отколкото към контекста, който ги е произвел и който ги обгражда“.
Нюйоркските интелектуалци е било съвременно тогава интелектуално движение, което е наблягало на социополитическата роля на текстовете в контраст с Новата критика.
Нортръп Фрай твърди, че изучаването на литературата трябва да се фокусира върху литературните и митологичните системи, а не върху индивидуалните текстове. 